# Proformica epinotalis
Proformica epinotalis is een mierensoort uit de onderfamilie van de schubmieren (Formicinae). De wetenschappelijke naam van de soort is voor het eerst geldig gepubliceerd in 1927 door Kuznetsov-Ugamsky.